# Unfortunate Snort
Unfortunate Snort è un album in studio del gruppo musicale statunitense Pinkly Smooth, pubblicato nel 2002 dalla Bucktan Records.

## Il disco
Si tratta dell'unico album inciso dal gruppo, il quale nacque come progetto parallelo degli Avenged Sevenfold. Al suo interno infatti erano presenti il batterista The Rev (fondatore del progetto), il chitarrista Synyster Gates e l'ex-bassista Justin Sane.

## Tracce
1. Necromance Theatre – 7:13
2. Mezmer – 4:33
3. Nosferatu Does a Hefty Dance – 7:23
4. Pixel & Nasal – 4:38
5. The Body of Death of the Man With the Body of Death – 4:34
6. McFly – 3:21

## Formazione
Gruppo
- Rat Head – voce, batteria (tracce 2, 3, 4 e 6), pianoforte (tracce 2, 3 e 6)
- Synyster Gates – chitarra
- Buck Silverspur (El Diablo) – basso

Altri musicisti
- Justin Sane – tastiera e pianoforte (traccia 4)
- Super Loop – batteria (tracce 1, 5)